# Jasper Löffelsend
Jasper Löffelsend (Colonia, 10 settembre 1997) è un calciatore tedesco, centrocampista del ŁKS.

## Carriera
Nato a Colonia, ha trascorso la prima parte della carriera nelle serie dilettantistiche del campionato tedesco. Nel 2020, per motivi di studio, si è trasferito negli Stati Uniti, dove per un biennio ha anche giocato con i Panthers, la squadra che rappresenta l'Università di Pittsburgh. L'11 gennaio 2022, nel corso dell'81º giro assoluto dell'MLS SuperDraft, viene scelto dal Real Salt Lake, che il 22 febbraio successivo lo aggrega alla rosa del Real Monarchs, la squadra riserve. Tuttavia, cinque giorni dopo, fa rientro al Real Salt Lake. Il giorno dopo esordisce in MLS, disputando l'incontro pareggiato per 0-0 contro gli Houston Dynamo. Il 31 luglio trova la sua prima rete in campionato, nel pareggio per 2-2 contro i San Jose Earthquakes.

## Statistiche

### Presenze e reti nei club
Statistiche aggiornate al 1º settembre 2022.
| Stagione          | Squadra           | Campionato        | Campionato | Campionato | Coppe nazionali | Coppe nazionali | Coppe nazionali | Coppe continentali | Coppe continentali | Coppe continentali | Altre coppe | Altre coppe | Altre coppe | Totale | Totale |
| Stagione          | Squadra           | Comp              | Pres       | Reti       | Comp            | Pres            | Reti            | Comp               | Pres               | Reti               | Comp        | Pres        | Reti        | Pres   | Reti   |
| ----------------- | ----------------- | ----------------- | ---------- | ---------- | --------------- | --------------- | --------------- | ------------------ | ------------------ | ------------------ | ----------- | ----------- | ----------- | ------ | ------ |
| 2016-2017         | Herkenrath        | M                 | 8          | 0          |                 | -               | -               |                    | -                  | -                  |             | -           | -           | 8      | 0      |
| 2017-2018         | Herkenrath        | M                 | 25         | 1          |                 | -               | -               |                    | -                  | -                  |             | -           | -           | 25     | 1      |
| 2018-gen. 2019    | Herkenrath        | RL                | 6          | 0          |                 | -               | -               |                    | -                  | -                  |             | -           | -           | 6      | 0      |
| Totale Herkenrath | Totale Herkenrath | Totale Herkenrath | 39         | 1          |                 | -               | -               |                    | -                  | -                  |             | -           | -           | 39     | 1      |
| gen.-giu. 2019    | Straelen          | RL                | 7          | 0          |                 | -               | -               |                    | -                  | -                  |             | -           | -           | 7      | 0      |
| 2019-gen. 2020    | Straelen          | RL                | 8          | 0          |                 | -               | -               |                    | -                  | -                  |             | -           | -           | 8      | 0      |
| gen.-giu. 2020    | Hennef 05         | M                 | 2          | 0          |                 | -               | -               |                    | -                  | -                  |             | -           | -           | 2      | 0      |
| 2022              | Real Salt Lake    | MLS               | 25         | 1          | USOC            | 1               | 0               |                    | -                  | -                  |             | -           | -           | 26     | 1      |
| Totale carriera   | Totale carriera   | Totale carriera   | 81         | 2          |                 | 1               | 0               |                    | -                  | -                  |             | -           | -           | 82     | 2      |